# 王宇 (明)
王 宇（おう う、永楽15年5月4日（1417年5月19日）- 天順7年7月16日（1463年7月31日））は、明代の官僚。字は仲宏、号は厚斎。本貫は開封府祥符県。

## 生涯
永楽15年（1417年）5月4日、王希哲と丁氏のあいだの子として生まれた。童児のとき、日記に万言を書きつけていたため、兵部右侍郎の于謙に奇才を認められた。正統4年（1439年）、進士に及第し、南京戸部主事に任じられた。任期を満了して戸部郎中に進んだ。吏部に才能を認められて、特別に撫州府知府に任用された。その統治は簡素で穏健であり、勢族を抑えて不正を防いだ。
天順元年（1457年）7月、王宇はその統治が格別に優れていると英宗に報告され、詔により誥命を賜った。11月、山東右布政使に抜擢され、飢民の撫恤を命じられた。天順2年（1458年）5月、右副都御史に転じ、宣府巡撫をつとめた。宦官の厳順や都督の張林らが家人に命じてまぐさと兵糧を受け取ったため、王宇がこれを弾劾上奏した。ほどなく大同巡撫を兼ねるよう命じられた。石亨とその甥の石彪がかつて大同に駐屯して勝手放題していたため、王宇はその不法を上疏して非難し、法により処断するよう求めた。その上疏は取り上げられなかったが、聞いた者は王宇を尊敬しておそれた。督餉郎中の楊益が軍用のまぐさと枯れ木を準備することができなかったため、王宇は楊益を弾劾した。戸部が楊益を庇うと、王宇は戸部尚書の沈固らを弾劾した。
天順4年（1460年）、母が死去したため、王宇は辞職して喪に服した。天順5年（1461年）11月、喪が明けないうちに、大理寺卿として起用された。固辞したが、許されなかった。大理寺にあっては、誤判を見直した案件が多かった。
天順7年（1463年）7月16日、死去した。享年は47。